# Coptocephala kantneri
Coptocephala kantneri es un coleóptero de la familia Chrysomelidae.
Fue descrita científicamente en 2004 por Erber & Medvedev.